# Канон Яунде
Спортивний клуб «Канон Яунде» (фр. Canon Sportif de Yaoundé) — камерунський футбольний клуб з Яунде, заснований у 1930 році. Виступає у Чемпіонаті Камеруну. Домашні матчі приймає на стадіоні «Стад Ахмаду Ахіджо», місткістю 42 500 глядачів.

## Досягнення

### Національні
- Чемпіонат Камеруну
  - Чемпіон: 1970, 1974, 1977, 1979, 1980, 1982, 1985, 1986, 1991, 2002
- Кубок Камеруну
  - Володар: 1957, 1967, 1973, 1975, 1976, 1977, 1978, 1983, 1986, 1993, 1995, 1999
  - Фіналіст: 1960, 1974, 1980, 1985, 1998

### Міжнародні
- Ліга чемпіонів КАФ
  - Чемпіон: 1971, 1978, 1980
- Кубок володарів кубків КАФ
  - Володар: 1979
  - Фіналіст: 1977, 1984, 2000.